# Kamen Rider Ryuki

Poster phim chính thứccủa Kamen Rider Ryuki

Kamen Rider Ryuki (仮面ライダー龍騎 Kamen Raidā Ryūki, Giả diện Rider Long Kị) là một series phim truyền hình Tokusatsu Nhật Bản. Đây là phần thứ 12 trong loạt phim Kamen Rider Series và là sự hợp tác chung giữa công ty Toei và Ishimori Production. Loạt phim được trình chiếu trên TV Asahi từ ngày 3 tháng 2 năm 2002 đến ngày 19 tháng 1 năm 2003. Khẩu hiệu của loạt phim là "Nếu không chiến đấu bạn sẽ không tồn tại!!" (戦わなければ、生き残れない!! Tatakawanakereba, ikinokorenai!!). Vào năm 2009, hãng Adness đã mua bản quyền loạt phim này và chuyển thể thành một loạt phim của Mỹ với tên gọi Kamen Rider Dragon Knight và cũng là loạt phim Kamen Rider thứ hai của hãng Saban, sau Saban's Masked Rider vào năm 1996

## Cốt truyện
Câu chuyện bắt đầu từ việc những người dân vô tội của đất nước Nhật Bản đang liên tục biến mất mà không để lại dấu vết gì. Nguyên do là bởi những thực thể bí ẩn xuất hiện qua những tấm gương để bắt cóc và ăn thịt nạn nhân của chúng. Kido Shinji - một phóng viên của tạp chí ORE Journal, đã tìm thấy một Advent Card Deck ở căn hộ của một nạn nhân bị mất tích. Khi vô tình bị rơi vào thế giới trong gương (Mirror World), Shinji đã tìm được lời giải đáp cho bí ẩn này, vì ở thế giới gương tồn tại những con quái vật, và đặc biệt hơn chính là cuộc chiến giữa 13 Rider- cuộc chiến giành lấy điều ước, hay nói cách khác là giành quyền tự do hiện thực hoá thế giới mà mình mong muốn. Tại đây Kido Shinji gặp được Akiyama Ren - Kamen Rider Knight. Ren hiện đang làm nhân viên tại tiệm trà của Kanzaki Yui, cô gái này đang tìm kiếm anh trai của mình là Kanzaki Shiro - người đã tạo ra Mirror World. Phần thưởng dành cho người chiến thắng là một điều ước và quyền tự do hiện thực hoá nó, nên 13 Rider phải tàn sát lẫn nhau nếu muốn tồn tại trong thế giới này nhằm tìm ra người thắng cuộc. Với Contract Monster của mình - Dragreder, Shinji trở thành Kamen Rider Ryuki với quyết tâm dừng cuộc chiến vô nghĩa này lại.

## Riders
- Trong series Kamen Rider Ryuki:

Kido Shinji (城戸 真司, Kido Shinji) - Kamen Rider Ryuki: là một chàng trai 23 tuổi tốt bụng, thân thiện, và có lý tưởng ngây thơ, làm việc tại Tạp chí ORE Journal với tư cách là một phóng viên tập sự. Trong một lần điều tra vụ mất tích của người đàn ông tên là Koichi Sakakibara, Shinji tìm thấy một Advent Card Deck trong căn hộ của Sakakibara và chạm trán với một con rồng tên là Dragreder, nó đã tấn công anh nhưng bị đẩy lùi một cách bí ẩn bởi thẻ bài Seal anh đang cầm. Cuối ngày hôm đó, anh vô tình ngã vào cửa kính ô tô và bị kéo đến thế giới gương. Anh bị một con Dispider tấn công và được Akiyama Ren - Kamen Rider Knight giải cứu. Shinji được yêu cầu tránh khỏi cuộc xung đột Rider, nhưng anh muốn tiêu diệt các Mirror Monster và ngăn chặn cuộc chiến Rider, do đó anh đã lập Contract với Dragreder và trở thành Kamen Rider Ryuki. Gần cuối phim, Shinji bị một con Raydragoon đâm trọng thương nhưng anh vẫn cố gắng chiến đấu đến hơi thở cuối cùng để bảo vệ dân thường và gục chết trong tay Ren. Shinji và tất cả mọi người được hồi sinh khi Kanzaki Shiro quyết định đảo ngược tất cả các sự kiện vì nhận ra sự vô nghĩa của cuộc chiến Rider.
Akiyama Ren (秋山 蓮, Akiyama Ren) - Kamen Rider Knight: là một người cô độc lạnh lùng. Anh đã nhận được Advent Card Deck của mình trước khi cuộc chiến Rider bắt đầu. Ren chấp nhận lời đề nghị của Shiro tham gia cuộc chiến Rider để cứu hôn thê của mình là Eri Ogawa, vì cô ấy đang hôn mê bí ẩn từ sau cuộc chạm trán với Darkwing. Ren sau đó đã lập Contract với Darkwing và trở thành Kamen Rider Knight. Mặc dù bên ngoài anh coi Shinji là một tên ngốc nhưng anh vẫn luôn xem Shinji là người bạn tốt nhất của mình và đã cực kỳ đau lòng khi chứng kiến Shinji hy sinh ngay trước mặt mình. Trong trận chiến cuối cùng với Kamen Rider Odin, Kanzaki Shiro bị giày vò bởi những lời nói của người em gái Kanzaki Yui nên đã hủy diệt Odin, do đó Ren trở thành Rider cuối cùng dù tưởng chừng đã thua. Anh được Shiro tuyên bố là Rider thắng cuộc sau khi tất cả các Rider khác đều đã chết. Điều ước xuất hiện, Ren đã sử dụng nó để cứu Eri như dự định ban đầu. Quay trở lại bệnh viện nơi Eri đang nằm, cô tỉnh dậy sau cơn hôn mê, thấy chiếc nhẫn đính hôn của Ren trên ngón tay mình và thấy Ren đang nằm dựa vào tường, nhưng không hề biết rằng Ren đã chết vì kiệt sức. Sau khi Shiro khôi phục dòng thời gian trở lại ban đầu sau cái chết của Yui, Ren (và cả Shinji) đã được hồi sinh mà không còn nhớ mình là đã từng là Rider, do đó anh và Shinji không nhận ra nhau ở một trong các phân cảnh cuối cùng của bộ phim.
Sudo Masashi (須藤 雅 史, Sudō Masashi) - Kamen Rider Scissors: là một thám tử biến chất, hắn sử dụng công việc của mình làm vỏ bọc che đậy các hoạt động bất hợp pháp. Hắn có một đối tác là Tomoyuki Kaga, chủ sở hữu một cửa hàng sưu tập và buôn bán đồ cổ, cho đến khi yêu cầu chia lợi nhuận nhiều hơn của người đàn ông lớn tuổi khiến Masashi giết ông và giấu xác vào trong bức tường tại cửa hàng của chính mình. Vào lúc đó, Kanzaki Shiro xuất hiện và đưa cho hắn một Advent Card Deck. Masashi vui mừng nhận lấy nó và lập Contract với Mirror Monster Volcancer, trở thành Kamen Rider Scissors. Để tăng cường sức mạnh cho Volcancer, hắn đã cho Mirror Monster của mình ăn thịt các nhân chứng và những người điều tra về hắn. Trong trận chiến với Knight, Advent Card Deck của Scissor bị vỡ sau khi cả hai sử dụng Final Vent (trước đó Knight đã đánh trúng Deck Card của Scissor), dẫn đến việc Volcancer ăn thịt hắn vì Contract đã bị phá vỡ. Trong 13 Riders Special, Masashi là một trong những Kamen Rider tấn công Shinji bằng cách giả làm đồng minh của anh, sau đó bị giết bởi Asakura Takeshi khi hắn cho rằng Rider thì không cần có cảnh sát.
Shuichi Kitaoka (北岡 秀一, Shuichi Kitaoka) - Kamen Rider Zolda: là một "siêu luật sư" với 45 bằng cấp, anh là người có xu hướng chỉ giúp đỡ người khác vì lợi ích cá nhân và vì tiền. Kitaoka bị ung thư giai đoạn cuối và chỉ còn sống được vài tháng nên anh đã chấp nhận lời đề nghị của Kanzaki Shiro để tham gia trận chiến Rider nhằm đạt được sự bất tử, và để tiếp tục cuộc sống xa hoa của mình. Vì căn bệnh của mình, Kitaoka thường xuyên bị chóng mặt và ngất xỉu. Anh có một người quản gia trung thành là Yura Goro (由良 吾郎) và luôn tin tưởng Goro tuyệt đối. Anh luôn coi Shinji là một kẻ ngốc nhưng cũng thừa nhận rằng kẻ ngốc như Shinji còn tốt hơn mình rất nhiều. Anh cũng dành nhiều tình cảm đặc biệt với phóng viên Reiko và đã rất tức giận khi Reiko bị Satoru (Kamen Rider Tiger) tấn công, anh cũng luôn cố gắng sắp xếp một cuộc hẹn hò với cô nhưng luôn bị từ chối. Ở tập cuối, biết mình không thể gắng gượng nổi, Kitaoka đã nhờ quản gia Goro thay thế mình giao chiến với Asakura Takeshi với tư cách Kamen Rider Zolda, và qua đời trên ghế sofa, mặc dù đã được Reiko nhận lời mời ăn tối cùng nhau.
Miyuki Tezuka (手塚 海之, Miyuki Tezuka) - Kamen Rider Raia: là một thầy bói và luôn nói "Quẻ bói của tôi không bao giờ sai". Anh là một trong những Rider không phải do Kanzaki Shiro chọn từ ban đầu. Người được chọn trước đó là bạn của anh - Saito Yuichi (斉藤 雄一), một nghệ sĩ dương cầm xuất sắc, nhưng phải từ bỏ sự nghiệp sau khi bị một tên côn đồ (sau này được tiết lộ là Asakura Takeshi) hành hung khiến anh bị gãy tay, và bị Guldthunder ăn thịt vì đã khước từ lời đề nghị chiến đấu của Kanzaki Shiro. Tezuka đã thay thế Yuichi trở thành Kamen Rider Raia nhằm trả thù cho bạn của mình và chấm dứt cuộc chiến Rider. Trong khi cố gắng thuyết phục Ren rằng anh ấy không có cơ hội chiến thắng vì sự thiếu tự tin, Tezuka gặp Shinji và trở thành đồng minh của anh. Shiro sau đó đã đưa cho Tezuka một trong hai thẻ bài Survive, nhưng thay vì sử dụng, anh lại chuyển nó cho Ren. Tezuka đã trả thù cho Yuichi bằng cách tiêu diệt Guldthunder. Trong trận chiến với Ouja, anh đã đỡ thay cho Shinji đòn Final Vent của Ouja và chết ngay sau đó. Trong lúc trăn trối Tezuka đã nói rằng trước trận đánh anh đã dự đoán Shinji sẽ thiệt mạng, hành động của anh đã làm thay đổi định mệnh của các Rider, và thừa nhận "Quẻ bói của tôi sai rồi". Sau khi Shiro khôi phục mọi thứ lại như cũ, Tezuka xuất hiện ở một phân cảnh cuối phim khi cảnh báo Shinji rằng hôm nay sẽ là một ngày xui xẻo. Trong tập 13 Riders special, Tezuka đã bị giết bởi Takamizawa Itsuro (Kamen Rider Verde).
Shibaura Jun (芝浦 淳, Shibaura Jun) - Kamen Rider Gai: là một sinh viên năm hai đại học Meirin, rất thành thạo về máy tính và lập trình. Là con trai của một chủ tịch công ty, Jun rất kiêu ngạo và hay bỡn cợt với cuộc sống của người khác chỉ để gây cười. Jun tham gia cuộc chiến Rider chỉ đơn giản là để trở thành người chiến thắng vì tất cả chỉ là một trò chơi đối với anh. Trong lúc đang lôi kéo các thành viên thuộc câu lạc bộ của mình giết nhau trong một trò chơi, Jun gặp Shinji và đánh cắp thẻ Dragreder của anh. Sau đó Jun đã sử dụng virus để xâm nhập vào máy tính chính của ORE Journal và trở thành người đứng đầu tòa soạn. Nhưng nhờ vào kỹ năng lập trình, Shimada đã phá hỏng kế hoạch của Jun và khiến anh bị bắt ngay sau đó. Tuy nhiên, cha của Jun đã dàn xếp bảo lãnh anh với sự trợ giúp của Shuichi Kitaoka. Sau khi biết được danh tính của các Rider khác, Jun bắt cóc Yui để bắt đầu một "Rider party" giữa anh, Knight, Raia và Ryuki. Tuy nhiên, trận chiến của họ lại vô tình đan xen với trận chiến giữa Zolda và Ouja, và không may Gai đã bị Ouja sử dụng làm lá chắn nên đã lãnh trọn đòn Final Vent của Zolda trước khi bị Ouja kết liễu bằng Final Vent. Trong 13 Riders special, Jun là một trong những Kamen Rider tấn công Shinji và Ren, sau đó anh bị một Dispider ăn thịt.
Asakura Takeshi (浅倉 威, Asakura Takeshi) - Kamen Rider Ouja: là một tên tội phạm tâm thần tàn bạo, đã sát hại cả gia đình của mình thời thơ ấu, nổi tiếng là kẻ thích bạo lực và giết người trong cơn thịnh nộ của mình. Do bản tính tàn bạo, trước khi trở thành Rider, Asakura phải chịu trách nhiệm hình sự cho hai tội danh: hành hung Saito Yuichi - bạn của Miyuki Tezuka (khiến anh ta phải kết thúc sự nghiệp piano), và sát hại chị gái của Kirishima Miho (Kamen Rider Femme). Tính cách kiêu ngạo của Asakura khiến cho luật sư bào chữa cho hắn là Shuichi Kitaoka từ chối hợp tác, nên Asakura cực kỳ căm thù Kitaoka. Kanzaki Shiro đã tìm đến tận buồng giam của Asakura, đưa cho hắn Advent Card Deck và bảo rằng trở thành Rider sẽ giúp hắn thoát khỏi nhà tù, Asakura đã vui vẻ chấp nhận lời đề nghị đó. Khi biết được Kitaoka là một Rider, hắn đã tìm tới anh để trả thù. Asakura là một trong những Rider trực tiếp gây ra cái chết cho các Rider khác như kết liễu Gai và Raia, và gián tiếp khi làm vỡ bộ bài của Imperer khiến anh ta tan biến vì không thể ra khỏi gương. Hắn cũng là Rider duy nhất sở hữu nhiều hơn một Mirror Monster (không phải từ ban đầu như Kamen Rider Imperer): Venosnaker, Metalgelas (trước đó thuộc về Gai), Evildiver (trước đó thuộc về Raia), và thể hợp nhất của chúng: Genocider. Ở tập cuối, Asakura đã đánh một trận sống còn với Kamen Rider Zolda mà hắn nghĩ là Kitaoka (thực chất là Goro Yura) và đả bại được đối thủ, nhưng đã vô cùng tức giận khi nhận ra đó không phải là Kitaoka. Sau khi rời khỏi Mirror World trong cơn phẫn nộ, hắn đã chạy ra khỏi nơi trú ẩn và bị cảnh sát bắn hạ (do Kitaoka báo cho cảnh sát mai phục sẵn). Sau khi Kanzaki Shiro khôi phục mọi thứ về ban đầu, Asakura đã làm hỏng xe máy của Shinji sau khi va chạm với anh. Trong Kamen Rider Ryuki: Episode Final, hắn là người đã sát hại chị gái của Kirishima Miho. Hắn chết sau khi bị Rider Ryuga tiêu diệt Genocider và Miho đâm vỡ Advent Card Deck.
Tojo Satoru (東條 悟, Tōjō Satoru) - Kamen Rider Tiger: là một người bị ám ảnh bởi 2 chữ "người hùng". Anh luôn tin rằng để trở thành người hùng cần phải giết những người quan trọng bên mình. Ban đầu, Satoru là một trong hai cộng sự của Kagawa Hideyuki (香川 英行) và anh rất kính trọng ông. Anh cũng xem Sano Mitsuru là một người bạn tốt. Nhưng Satoru đã trực tiếp hoặc gián tiếp sát hại họ để trở thành người hùng theo quan điểm của mình. Satoru đã thiệt mạng khi cố gắng cứu hai cha con người đi đường khỏi một chiếc xe tải và bị đâm trúng. Cuối cùng, anh cũng đã được công nhận là một người hùng, nhưng đáng tiếc là anh đã chết trước khi nhận ra điều đó. Sau khi Shiro khôi phục mọi thứ trở lại ban đầu, Satoru được nhìn thấy khi va vào Shinji và đã xin lỗi ngay sau đó.
Sano Mitsuru (佐野 満, Sano Mitsuru) - Kamen Rider Imperer: Anh là con của một doanh nhân giàu có, nhưng cha của Mitsuru đã bắt anh ra ngoài tự lực kiếm sống để giúp anh trưởng thành hơn. Tuy nhiên Mitsuru lại nghĩ rằng tất cả mọi thứ đều có thể mua được bằng tiền. Vì thế, anh đã chấp nhận tham gia cuộc chiến Rider theo lời đề nghị của Kanzaki Shiro nhằm thoát khỏi cuộc sống nghèo khổ. Mitsuru đã đề nghị đánh thuê cho các Rider khác để đổi lấy tiền nhưng đều bị từ chối. Về sau, Mitsuru được thừa kế công ty sau khi cha anh đã qua đời. Vì thế nên anh không còn muốn chiến đấu nhưng Shiro cảnh báo anh rằng một khi đã tham gia vào cuộc chiến thì không thể dừng lại. Vì vậy, Mitsuru đã tìm đến các Rider khác để đề nghị họ làm việc cho mình, nhưng Ren và Shinji đã từ chối, còn Kitaoka thì không đáng tin cậy. Sau đó Mitsuru đã kết bạn và đề nghị Satoru hợp tác, nhưng Satoru lại trở mặt đánh lén Mitsuru. Mặc dù được Shinji giải vây nhưng lại bị Asakura Takeshi tấn công với đòn Final Vent làm vỡ Advent Card Deck, khiến anh tan biến một lúc sau đó do không thể thoát khỏi Mirror World.
Kamen Rider Odin (仮 面 ラ ダ ー オ ー ン Kamen Raidā Ōdin, Masked Rider Odin): Đây là đại diện cá nhân của Kanzaki Shiro trong cuộc chiến Rider, là "con rối bất bại" sở hữu sức mạnh áp đảo tất cả các Rider khác dù chỉ trong Normal Form, cùng với nhiều Advent Card vô cùng mạnh mẽ như Time Vent (thao túng dòng thời gian) và Survive Mugen. Contract Monster của Odin là Goldphoenix, đây là Monster sở hữu chỉ số tấn công cao nhất trong tất cả các Mirror Monster. Odin tự xưng là "Rider cuối cùng, Rider thứ 13". Danh tính của Odin chưa được làm rõ, tuy nhiên khi ai đó biến hình bằng Odin Advent Card Deck, họ sẽ trở thành một con rối vô tri bị Shiro điều khiển. Kanzaki Shiro tạo ra Odin vì ba lý do:
1. Odin có thể tương tác với thế giới thực theo cách mà Kanzaki Shiro – là một phần của Mirror World – không thể làm được, chẳng hạn như sử dụng thẻ Time Vent để thao túng dòng thời gian.
2. Odin được giao nhiệm vụ bảo vệ Kanzaki Yui bằng mọi giá.
3. Odin là con át chủ bài của Kanzaki Shiro trong cuộc chiến Rider, có nhiệm vụ tiêu diệt Rider cuối cùng còn lại để Shiro có thể chiến thắng.

Trong series Kamen Rider Ryuki, Odin đã bị tiêu diệt ba lần. Lần đầu là ở cuối trận chiến giữa Knight và Odin, Ren tưởng chừng đã thua, nhưng lại bất ngờ phản kích và đâm chết Odin. Lần thứ hai là nhờ Shinji giữ chân, Ren có thể tung đòn Final Vent kết liễu Odin. Lần cuối cùng là sau khi Yui tan biến, Kanzaki Shiro nhận ra sự vô nghĩa của cuộc chiến Rider nên đã tự tay hủy diệt Odin.
Trong Rider Time: Kamen Rider Ryuki, Kamen Rider Odin sở hữu cơ chế Card Deck Visor đặc biệt, với quyền trượng Gold Visor có đến hai socket. Không như các Rider khác phải sử dụng thẻ Survive để đạt được Survive Form, Odin đã nạp sẵn thẻ Survive Mugen vào socket phụ nằm bên dưới đôi cánh của Gold Visor, khiến cho hắn tuy bề ngoài là Normal Form nhưng lại sở hữu sức mạnh của Survive Form và các khả năng đặc biệt của Forrm này như dịch chuyển tức thời, tung ra những sợi lông vũ của Goldphoenix gây sát thương cực cao. Điều này cũng khiến cho nhận dạng các thẻ bài của Odin không bị thay đổi (thẻ Survive Final Vent của Ryuki và Knight có những lưỡi kiếm tỏa ra từ Contract Monster Icon, của Odin thì không có), nhưng chi tiết này không xuất hiện trong series.
- Trong Kamen Rider Ryuki: Episode Final:

Kirishima Miho (霧島 美穂, Kirishima Miho) - Kamen Rider Femme: cô là một kẻ lừa đảo chuyện nghiệp. Miho tiếp cận những người đàn ông giàu có để lừa tiền và tài sản của họ. Chị gái của Miho đã bị Asakura Takeshi sát hại nên cô nhận lời đề nghị của Kanzaki Shiro tham gia cuộc chiến Rider nhằm cứu sống chị gái và trả thù Takeshi, và cô đã thành công khi đâm vỡ bộ bài của hắn. Cô cũng rất biết ơn Shinji vì đã cứu cô (thực chất là Dark Shinji). Cuối cùng, sau khi bị Dark Shinji đánh trọng thương, mặc dù được Shinji cứu nhưng cô đã gục ngã và chết ngay sau khi giúp Shinji sửa lại dây giày và tạm biệt anh.
Dark Side Shinji (Dark Shinji) (鏡像の真司 Kyōzō no Shinji) - Kamen Rider Ryuga: hắn là một trong 13 Kamen Rider xoay quanh câu chuyện. Bộ giáp của Ryuga giống với Ryuki, nhưng được bao bọc bởi màu đen và trông tương tự như Black Form của Ryuki. Thật ra hắn là bản thể đen tối của Ryuki trong gương, chiến đấu vì muốn có được một mạng sống thực sự. Trong phim, Ryuga cố gắng hợp làm một với Ryuki nhưng cuối cùng đã bị Ryuki tiêu diệt. Có thể hiểu rằng Dark Shinji chính là bản ngã đen tối, đại diện cho những ham muốn và dục vọng vốn dĩ luôn luôn tồn tại trong Shinji cũng như tất cả mọi người, trái ngược với bản ngã tốt đẹp. Việc Shinji tiêu diệt Dark Shinji chỉ mang ý nghĩa anh đã kìm hãm được dục vọng của bản thân, chứ không hề tiêu diệt được nó. Một khi Shinji còn sống, Dark Shinji sẽ luôn luôn tồn tại. Cũng như chúng ta sẽ không bao giờ xóa bỏ được sự tồn tại của bản ngã đen tối trong mỗi người.
- Trong 13 Riders Special:

Takamizawa Itsuro (高見沢 逸郎, Takamizawa Itsurō) - Kamen Rider Verde: Itsuro là một doanh nhân 28 tuổi, người đứng đầu Tập đoàn Takamizawa, sở hữu khối tài sản khổng lồ. Itsuro luôn giấu kín bản chất nham hiểm để bảo vệ hình ảnh của mình trước công chúng. Hắn đã chấp nhận lời đề nghị của Kanzaki Shiro về việc tham gia cuộc chiến Rider để có được quyền lực tuyệt đối và thống trị thế giới. Trong "13 Riders Special", Itsuro là người đã giết Kamen Rider Raia. Ngay sau đó, hắn coi Shinji là mối đe dọa cho kế hoạch của mình nên đã tập hợp các Rider có cùng chí hướng, như Shibaura Jun và Shuichi Kitaoka để hợp sức và xử lý kẻ gây rối. Itsuro cũng đã cố gắng làm cho Kamen Rider Knight bị thương nặng bằng Final Vent của mình, nhưng lại bị Knight tiêu diệt bằng Final Vent ngay sau đó.
- Trong series Kamen Rider Decade:

Kamata (鎌田) - Kamen Rider Abyss: Thực ra Kamata là Paradoxa Undead (パラドキサアンデッド, Paradokisa Andeddo) - một Category King Undead được mang đến Ryuki's World bởi Narutaki. Hắn giả dạng thành tổng biên tập của Tạp chí Atashi đến để hỗ trợ Tsukasa và công ty điều tra cái chết của tổng biên tập Reiko Momoi nhằm chứng minh Natsumi Hikari vô tội, đồng thời cũng cung cấp bất cứ thông tin nào có thể trước khi hắn và Tsukasa bị triệu hồi đến Mirror World để tham gia Kamen Rider Trial. Khi Kamen Rider Imperer can thiệp vào trận chiến, Abyss đã lợi dụng tình thế này để quan sát khả năng chiến đấu của Decade, giám sát cuộc chiến sau đó giữa Decade và Knight trước khi cố gắng tiêu diệt họ và Ryuki. Nhưng khi Ren có được tấm thẻ Time Vent từ Odin, Shinji đã sử dụng nó để anh và Tsukasa có thể ngăn chặn vụ sát hại Reiko Momoi, và phát hiện ra Kamata là thủ phạm, hắn đã dụng sức mạnh Undead của mình để giết Reiko. Sau khi bị Decade và Ryuki hợp sức đánh bại, Advent Card Deck của Kamata đã bị vỡ, bản chất thực sự của Kamata là một Undead được tiết lộ bởi Narutaki, người sau đó đã đưa hắn ta trở về thế giới của mình - Blade's World.

## Quái vật
Mirror Monster (ミラーモンスター Mirā Monsutā): là những con quái vật được tạo ra từ trí tưởng tượng thời thơ ấu của Kanzaki Yui, khi đó cô đã vẽ những con quái vật này lên những tờ giấy trắng. Kanzaki Shiro đã dùng những bức vẽ đó để tạo ra các Mirror Monster và Advent Card cho các Rider trong Mirror World. Mirror Monster không có mạng sống thật sự, hằng ngày chúng săn bắt và ăn thịt con người để hấp thụ mạng sống. Chúng không thể tấn công Yui theo lệnh của Shiro. Một số Mirror Monster được các Rider thành lập hợp đồng trao đổi sức mạnh thông qua thẻ Contract Vent của mình. Những Monster này về bản chất vẫn là Mirror Monster, nên nếu các Rider không cung cấp cho chúng đủ mạng sống cần thiết, họ có thể bị Monster của mình tấn công và thủ tiêu. Hoặc nếu Mirror Monster đã được lập Contract bị tiêu diệt, Contract tương ứng sẽ bị phá vỡ và Rider chắc chắn sẽ chết, như trường hợp của Zolda ở tập cuối.
Sự ra đời của Mirror Monster không được đề cập trong series Kamen Rider Ryuki, nhưng được làm rõ trong 13 Riders Special. Trong Mirror World tồn tại một tấm gương đặc việt gọi là Core Mirror. Kanzaki Shiro dán những bức tranh vẽ quái vật xung quanh tấm gương này. Sự phản chiếu lặp lại vô hạn hình dạng của các quái vật đã làm phản xạ chúng ra khỏi Core Mirror và trở thành Mirror Monster.

#### Rider's Contract Monsters
| Dragreder   | Ryuki            |
| Darkwing    | Knight           |
| Volcancer   | Scissors         |
| Magnugiga   | ZoIda            |
| EvilDiver   | Raia► Ouja       |
| Metalgelas  | Gai ► Ouja       |
| Venosnaker  | Ouja             |
| Genocider   | Ouja             |
| Destwilder  | Tiger            |
| Gigazelle   | Imperer          |
| Goldphoenix | Odin             |
| Psycorogue  | Alternative Zero |
| Blancwing   | Femme            |
| Dragblacker | Ryuga            |
| Biogreeza   | Verde            |
| Abyssodon   | Abyss            |

## Mirror World
Mirror World (ミラーワールド, Mirā Wārudo) - Thế giới gương: là một thực tại ba chiều hiện diện trong một chiều không - thời gian song song với thế giới thực, chỉ có các Kamen Rider có khả năng tồn tại một cách "an toàn tạm thời" trong đó. Đây chính là nơi trú ngụ của các Mirror Monsters. Thực tại này tồn tại khắp đa vũ trụ, từ Prime Reality đến The Alternate Reality World of Ryuki và cả thế giới bên trong Magic Stone.
Mirror World dường như được mở khóa lần đầu tiên bởi Kanzaki Shiro và Kanzaki Yui khi họ còn nhỏ, điều này chứng minh rằng Mirror World này vốn dĩ vẫn luôn tồn tại chứ không phải được tạo ra bởi Kanzaki Shiro. Anh là người đầu tiên phát hiện ra sự tồn tại của Mirror World (ngay sau khi Yui qua đời) và là người đầu tiên nghiên cứu thành công cách thức xâm nhập vào Mirror World. Khi Yui qua đời vì bạo bệnh, một tạo ảnh phản chiếu của cô ấy đã từ Mirror World bước ra thế giới thực và được cơ thể của Yui hấp thụ. Biến cố này tạo ra một luồng xung kích phá vỡ tất cả cửa sổ kính trong biệt thự của họ. Với mạng sống mới này, Yui quên đi những ký ức cũ và tiếp tục sống, cho đến năm cô tròn 20 tuổi, đó là lúc mạng sống mà bản thể trong gương trao tặng sẽ hết hiệu lực, và Yui sẽ chết. Ở khoảng thời gian trước khi sự kiện trên xảy ra, Shiro được họ hàng thông báo sẽ đón anh sang Mỹ nuôi dưỡng, nên nỗi sợ cô đơn ngày càng lớn dần trong tâm trí hai anh em, và họ đã chọn cách vẽ tranh để chống lại nỗi sợ này. Yui và Shiro đã vẽ những con quái vật vào những tờ giấy trắng với hi vọng chúng sẽ bảo vệ cô. Khi sang Mỹ, Shiro đã cố gắng học tập và thí nghiệm để tìm cách xâm nhập và thao túng Mirror World. Anh đã dùng những bức vẽ của Yui để tạo ra các Mirror Monster, và dùng chúng để dựng lên cuộc chiến giữa các Rider. Mục đích của Shiro là tìm ra mạng sống mạnh nhất cho em gái mình trước sinh nhật lần thứ 20 của Yui (TIME LIMIT). Nên điều ước mà anh đã hứa ban cho Rider chiến thắng thực chất chỉ là mồi nhử nhằm dẫn dụ họ tham gia vào cuộc chiến này và tàn sát lẫn nhau, mặc dù với quyền năng của mình trong Mirror World thì Shiro hoàn toàn thực hiện được. Bất kể ai là người chiến thắng, Shiro cũng sẽ hạ sát người đó để đoạt lấy mạng sống cho Yui.
Kagawa Hideyuki và các cộng sự của ông thông qua các nghiên cứu và tìm hiểu đã nhận ra rằng Kanzaki Yui chính là nguyên nhân sâu xa khiến Kanzaki Shiro dựng lên Rider War, và họ tin rằng giết Yui sẽ khiến cho Mirror World bị phong ấn, hoặc ít nhất là buộc Shiro phải làm như vậy.
Sau khi Yui tan biến và Akiyama Ren giành chiến thắng trong cuộc chiến Rider, tàn ảnh phản chiếu của Yui đã thuyết phục Shiro sửa chữa mọi sai lầm, và dường như chỉ thông qua sức mạnh ý chí, quá khứ của họ bằng cách nào đó đã bị thay đổi (có thể Shiro đã sử dụng tấm thẻ Time Vent), để họ vẽ ra những khung cảnh vui tươi và hạnh phúc khi còn nhỏ thay vì những con quái vật, toàn bộ các sự kiện sau đó bao gồm việc phát hiện ra sự tồn tại của Mirror World và Rider War được hoàn nguyên, để lại Mirror World với tình trạng không rõ ràng.
Bản chất thực của Mirror World là một thực tại 3 chiều dựa trên thuyết tương đối hẹp, trường điện từ và quang học, gần như toàn bộ tạo vật từ thế giới thực bị phản chiếu vào trong thực tại này, trở thành một bản thể tồn tại song song với thế giới thực gọi là Mirror World. Trong tập 39 - A Dangerous Sign (危険のサイン Kiken no Sain), Mirror World đã hiện ra như một bản sao đối xứng đảo ngược trái phải của thế giới thực, nơi đây hoàn toàn vắng bóng các sinh vật sống, và các ký tự bị đọc ngược với chiều trái phải thông thường. Mirror World có thể bị xâm nhập thông qua bất kỳ bề mặt phản chiếu ánh sáng nào, thường là những tấm gương hoặc cửa sổ kính. Những âm thanh báo động đáng lo ngại (Ominous noises) có thể được nghe thấy hoặc cảm nhận ở gần những ranh giới ngăn cách giữa Mirror World và thế giới thực. Kanzaki Shiro đã chế tạo ra các Advent Card Deck, đây là những thiết bị đặc biệt có chức năng giúp người sở hữu khởi động Rider Armor System (biến hình), cho phép họ nhìn thấy những tạo vật tồn tại trong Mirror World một cách chân thật, và tạm thời vô hiệu hóa ranh giới ngăn cách giữa Mirror World và thế giới thực mỗi khi tiến hành xâm nhập hoặc đào thoát. Nói cách khác đây là những tấm vé thông hành chỉ dành riêng cho những người sở hữu chúng. Vì thế nên theo lý thuyết, ngoài các Mirror Monsters thì chỉ có những người sở hữu Advent Card Deck mới có thể cảm nhận được những thực thể trong gương, đồng thời có thể xâm nhập và ra khỏi Mirror World. Tuy nhiên khả năng nhìn thấy những thực thể tồn tại trong Mirror World mà không cần sở hữu Advent Card Deck lại không được mô tả rõ ràng, vì các nạn nhân thường phát giác sự hiện diện của các Mirror Monster ở thế giới thực trước khi bị chúng kéo vào trong Mirror World, và các Mirror Monster có thể bị nhìn thấy khi bước ra thế giới thực. Ở phạm vi hẹp hơn, các Blank Rider (Rider chưa lập Contract với Mirror Monster) chỉ có thể rời khỏi Mirror World thông qua bề mặt phản chiếu mà họ dùng để tiến vào thế giới này. Việc xâm nhập hoặc đào thoát khỏi Mirror World có thể bị ngăn chặn bằng việc phá vỡ hoặc che phủ những bề mặt phản chiếu, dù cho chỉ dùng giấy thông thường, miễn là có thể hủy hoại hoặc ngăn bề mặt đó phản chiếu ánh sáng.
Trong series Kamen Rider Ryuki, các sinh vật sống không thể tồn tại lâu dài trong Mirror World vì thực tại này liên tục đào thải tất cả những tạo vật không bắt nguồn từ nó. Mặc dù mọi sinh vật sống đều có thể bị kéo vào Mirror World, nhưng chỉ riêng bản thân những cá nhân sở hữu Advent Card Deck mới có thể trở về thế giới thực (như đã đề cập ở trên), và xuyên suốt tất cả các tập phim chỉ có tổng cộng 14 Rider, nói cách khác bất luận có bao nhiêu người bị kéo vào, sẽ chỉ có tối đa 14 người có thể đồng thời rời khỏi Mirror World. Vậy nên các nạn nhân thường chỉ có một trong hai kết cục hoặc là bị ăn thịt, hoặc nếu có thể thoát khỏi Mirror Monster thì cũng không thể trở lại thế giới thực và bị Mirror World đào thải dẫn đến cả linh hồn và thể xác đều bị tan biến. Cũng vì lý do này mà một số Rider (chủ yếu là Shinji, Ren và Tezuka) luôn cố gắng hết sức để cứu các nạn nhân khi họ còn đang giằng co với Mirror Monster ở thế giới thực, vì một khi bị kéo vào Mirror World thì kết cục của họ xem như đã được an bài. Ngay cả bản thân các Rider, nếu Advent Card Deck của họ không may bị vỡ thì họ sẽ phải đối diện với cái chết, có thể do Mirror Monster phản chủ như trường hợp của Sudo Masashi, hoặc là bị tan biến vì không thể ra khỏi Mirror World như trường hợp của Sano Mitsuru. Những bộ giáp của các Kamen Rider cũng chỉ có tạm thời thể trì hoãn quá trình đào thải này. Theo Zukan thì một người bình thường được trang bị Rider Armor có thể tồn tại trong Mirror World đúng 9 phút 55 giây bắt đầu tính từ thời điểm xâm nhập, khoảng thời gian này gọi là "Time Limit", và thời gian mà một người không được trang bị Rider Armor có thể tồn tại được trong Mirror World còn ngắn hơn thế rất nhiều. Time Limit này là thời gian tối đa mà Rider Armor có thể bảo vệ Rider khỏi sự đào thải của Mirror World, ý nghĩa của nó khác hoàn toàn với TIME LIMIT. Nhiều trận chiến của các Rider đã bị gián đoạn vì thời gian tồn tại của họ trong Mirror World kể từ thời điểm xâm nhập vào đã gần đạt đến Time Limit (các Rider thường nhận ra điều này khi bộ giáp của bọ bắt đầu bốc hơi) và họ buộc phải đào thoát khỏi Mirror World nhanh nhất có thể trước khi bị tan biến hoàn toàn. Đây chính là lý do vì sao các Rider chỉ có thể tồn tại một cách "an toàn tạm thời" trong Mirror World. Ở chiều hướng ngược lại, các thực thể đến từ Mirror World cũng phải chịu mối nguy hiểm tương tự khi tiếp xúc với thế giới thực, chẳng hạn các Mirror Monster sẽ bị tan biến nếu ở trong thế giới thực quá lâu, cá biệt trường hợp của Kanzaki Yui bằng một cách nào đó có thể kéo dài mạng sống đến năm 20 tuổi. Tuy nhiên phiên bản Mirror World được mô tả trong Kamen Rider Zi-O lại không có chi tiết "Time Limit" này. Cũng tại đó, việc tiếp xúc với Mirror World có thể thực hiện được qua việc đập vỡ những tấm gương, có lẽ tỷ lệ thành công chỉ khoảng 1/1000.

## Tập phim
1. The Secret Story's Birth (誕生秘話 Tanjō Hiwa?)
2. Giant Spider Counterattack (巨大クモ逆襲 Kyodai Kumo Gyakushū?)
3. School Ghost Story (学校の怪談 Gakkō no Kaidan?)
4. School Ghost Story 2 (学校の怪談２ Gakkō no Kaidan Tsū?)
5. The Monster's Antique Store (骨董屋の怪人 Kottōya no Kaijin?)
6. The Mysterious Rider (謎のライダー Nazo no Raidā?)
7. A New Species is Born? (新種誕生？ Shinshu Tanjō??)
8. The Fourth, Zolda (４人目ゾルダ Yoninme Zoruda?)
9. Shinji's Arrested!? (真司が逮捕！？ Shinji ga Taiho!??)
10. Knight's Crisis (ナイトの危機 Naito no Kiki?)
11. The Mysterious Empty Train (謎の無人電車 Nazo no Mujin Densha?)
12. Ren Akiyama's Lover (秋山蓮の恋人 Akiyama Ren no Koibito?)
13. That Man, Zolda (その男ゾルダ Sono Otoko Zoruda?)
14. Revival Day (復活の日 Fukkatsu no Hi?)
15. Iron Mask Legend (鉄仮面伝説 Tekkamen Densetsu?)
16. Card of Destiny (運命のカード Unmei no Kādo?)
17. The Grieving Knight (嘆きのナイト Nageki no Naito?)
18. Jailbreak Rider (脱獄ライダー Datsugoku Raidā?)
19. Rider Gathering (ライダー集結 Raidā Shūketsu?)
20. The Traitorous Ren (裏切りの蓮 Uragiri no Ren?)
21. Yui's Past (優衣の過去 Yui no Kako?)
22. Raia's Revenge (ライアの復讐 Raia no Fukushū?)
23. Changing Destiny (変わる運命 Kawaru Unmei?)
24. Ouja's Secret (王蛇の秘密 Ōja no Himitsu?)
25. Combining Ouja (合体する王蛇 Gattai Suru Ōja?)
26. Zolda's Assault (ゾルダの攻撃 Zoruda no Kōgeki?)
27. The 13th Rider (１３号ライダー Jūsangō Raidā?)
28. Time Vent (タイムベント Taimu Bento?)
29. Marriage Interview Battle (見合い合戦 Miai Gassen?)
30. Zolda's Lover (ゾルダの恋人 Zoruda no Koibito?)
31. The Girl and Ouja (少女と王蛇 Shōjo to Ōja?)
32. Secret Data Gathering (秘密の取材 Himitsu no Shuzai?)
33. The Mirror's Magic (鏡のマジック Kagami no Majikku?)
34. Friendship's Battle (友情のバトル Yūjō no Batoru?)
35. Enter Tiger (タイガ登場 Taiga Tōjō?)
36. The Battle Ends (戦いは終わる Tatakai wa Owaru?)
37. Sleep is Awakening (眠りが覚めて Nemuri ga Samete?)
38. Targeted Yui (狙われた優衣 Nerawareta Yui?)
39. A Dangerous Sign (危険のサイン Kiken no Sain?)
40. Memories of an Older Brother and Younger Sister (兄と妹の記憶 Ani to Imōto no Kioku?)
41. Impaler (インペラー Inperā?)
42. Room 401 (４０１号室 Yonhyakuichigōshitsu?)
43. The Hero Fights (英雄は戦う Eiyū wa Tatakau?)
44. Glassy Happiness (ガラスの幸福 Garasu no Kōfuku?)
45. The Twentieth Birthday (２０歳の誕生日 Hatachi no Tanjōbi?)
46. Tiger's a Hero (タイガは英雄 Taiga wa Eiyū?)
47. Determination of Battle (戦いの決断 Tatakai no Ketsudan?)
48. The Final 3 Days (最後の３日間 Saigo no Mikkakan?)
49. Granting a Wish (叶えたい願い Kanaetai Negai?)
50. A New Life (新しい命 Atarashii Inochi?)

## Phim và phần đặc biệt

### 13 Riders
Kamen Rider Ryuki Special: 13 Riders (仮面ライダー龍騎スペシャル 13RIDERS Kamen Raidā Ryūki Supesharu Sātīn Raidāzu) được viết bởi Inoue Toshiki và đạo diễn bởi Tasaki Ryuta. Phần này có liệt kê đủ 13 Rider bao gồm cả Verde. Phần này được phát sóng trên TV Asahi vào ngày 19 tháng 9 năm 2002 và được phát hành dĩa DVD vào ngày 21 tháng 7 năn 2003. DVD cũng có thêm một số thông tin về các nhân vật và cuộc phỏng vấn diễn viên Arthur Kuroda và các nhân vật khác
Phần đặc biệt này là phần mở đầu thay thế cho loạt phim Kamen Rider Ryuki. Kido Shinji, một nhà báo của Tạp chí ORE Journal, bị Dispider Monster kéo vào thế giới gương. Shinji may mắn được cứu thoát bởi Kamen Rider Ryuki (Koichi Sakakibara, do diễn viên Wada Keiichi thủ vai). Tuy nhiên, Sakakibara không thể chiến đấu được nữa. Trước khi tan biến, anh đưa cho Shinji Advent Card Deck của mình và bảo Shinji hãy trở thành Kamen Rider Ryuki thứ hai để chiến đấu với con quái vật. Shinji nhanh chóng làm quen với Kanzaki Yui và Akiyama Ren (Kamen Rider Knight) và biết được luật lệ của cuộc chiến Rider War, cũng như có các Rider khác tham gia. Thấy được sự vô nghĩa của cuộc chiến này, Shinji cố gắng ngăn chặn bằng cách thuyết phục các Rider khác tham gia với mình. Không có Rider nào chấp nhận (trừ Raia, Scissors). Các Rider bắt đầu săn đuổi Shinji và Ren. Cuối cùng, Advent Card Deck của Ryuki bị phá vỡ, Ren chết sau khi giết được Verde. Shinji nhận Advent Card Deck của Ren và trở thành Kamen Rider Knight Survive với Survive Card. Phần này có hai kết thúc được bình chọn bởi người xem qua điện thoại, đó là:
- Shinji phải đối mặt với những Rider còn lại (trừ một vài Kamen Rider khác). Các Rider đều kích hoạt Final Vent của mình.
- Kết thúc thay thế. Khi Kanzaki Shiro xóa bỏ Rider War hiện tại và đặt lại một cuộc chiến Rider khác.

### Episode Final
Kamen Rider Ryuki: Episode Final (劇場版　仮面ライダー龍騎　ＥＰＩＳＯＤＥ　ＦＩＮＡＬ Gekijōban Kamen Raidā Ryūki Episōdo Fainaru) là một kết thúc thay thế cho series, diễn ra sau các sự kiện trong tập 46. Trong phim, chỉ có 6 Rider còn sống trong cuộc chiến. Đó là Ryuki (Kido Shinji), Knight (Akiyama Ren), Zolda (Shuichi Kitaoka), Ouja (Asakura Takeshi), và Femme (Kirishima Miho). Kanzaki Shiro cảnh báo rằng họ phải giải quyết cuộc chiến tranh này trong vòng ba ngày. Một trong số họ phải chiến thắng để trở thành người sống sót cuối cùng. Cùng lúc đó, một Rider bí ẩn xuất hiện, chính là Kamen Rider thứ 6. Trước khi trận chiến cuối cùng diễn ra, Shinji và Ren đã khám phá được mối quan hệ giữa Kanzaki Yui và Mirror World, cũng như khám phá được sự tồn tại của một bản sao khác của Shinji trong Mirror World, Kamen Rider Ryuga

### Hyper Battle: Ryuki vs Agito
Kamen Rider Ryuki: Ryuki vs Kamen Rider Agito (仮面ライダー龍騎 龍騎vs仮面ライダーアギト Kamen Raidā Ryūki: Ryūki Buiesu Kamen Raidā Agito) là phần Hyper Battle đặc biệt của loạt phim. Những sự kiện trong tập này diễn ra trong giấc mơ của Shinji Kido. Ở đó, anh cùng với Knight, Zolda, Ouja để chống lại bản thể hắc của Kamen Rider Agito trong gương. Shinji cũng gặp được Kamen Rider Agito, cùng nhau, họ tiêu diệt bản thể hắc của Agito trong thế giới gương
Rider Time: Kamen Rider Ryuki - Kamen Rider Zi-O Spin Off
Rider Time: Kamen Rider Ryuki (RIDER TIME 仮面ライダー龍騎 Raida Taimu Kamen Raidā Ryūki) là phần thứ hai của Kamen Rider Zi-O Spin-off tập trung vào nhân vật Kido Shinji. Bộ phim có sự tham gia của dàn diễn viên cũ gồm: Suga Takamasa (Kido Shinji), Matsuda Satoshi (Akiyama Ren), Yuge Tomohisa (Yura Goro), Hagino Takashi (Asakura Takeshi), Takano Hassei (Tezuka Miyuki),...cùng với các diễn viên mới khác.
Cốt truyện: Một người phụ nữ đã bắt đầu lại cuộc chiến 13 Rider trong thế giới Mirror World, với điều ước khi sống sót đó là được thoát ra thế giới Mirror World, do đó khiến Kido Shinji và những người tham gia chiến tranh khác lấy lại được ký ức và khả năng biến thân của họ. Với sự xuất hiện của Another Rider Ryuki, Tokiwa Sougo (Kamen Rider Zi-O) và Myokoin Geiz (Kamen Rider Geiz) điều tra sự kiện này, tham gia vào cuộc chiến. Bộ phim được coi như bổ sung nội dung của Kamen Rider Zi-O, vừa là kết thúc cho series 16 năm về Kamen Rider Ryuki.

## Video game
Một trò chơi dựa theo loạt phim này được sản xuất vào năm 2002 bởi hãng Bandai và phát hành tại Nhật Bản cùng năm đó. Trò chơi dành cho máy PlayStation. Là một trò chơi chiến đấu cơ bản. Trong đó, người chơi sẽ chọn một trong 13 Rider với số thẻ tương ứng nhận được để chơi trò chơi. Người chơi cũng có thể làm Nhiệm vụ theo cốt truyện, hoặc đánh nhau với các Rider và các Monster khác. Bốn trong số những quái Hợp đồng (Volcancer, Metalgelas, Destwilder và Gigazelle), hai Zebraskulls (Iron và Bronze) và Megazelle cũng có thể chơi được.

## Diễn viên
- Shinji Kido (城戸 真司 Kido Shinji?): Takamasa Suga (須賀 貴匡 Suga Takamasa?)
- Ren Akiyama (秋山 蓮 Akiyama Ren?): Satoshi Matsuda (松田 悟志 Matsuda Satoshi?)
- Yui Kanzaki (神崎 優衣 Kanzaki Yui?): Ayano Sugiyama (杉山 彩乃 Sugiyama Ayano?)
- Shiro Kanzaki (神崎 士郎 Kanzaki Shirō?): Kenzaburo Kikuchi (菊地 謙三郎 Kikuchi Kenzaburo?)
- Shuichi Kitaoka (北岡 秀一 Kitaoka Shūichi?): Ryohei (涼平 Ryōhei?)
- Goro Yura (由良 吾郎 Yura Gorō?): Tomohisa Yuge (弓削 智久 Yuge Tomohisa?)
- Takeshi Asakura (浅倉 威 Asakura Takeshi?): Takashi Hagino (萩野 崇 Hagino Takashi?)
- Masashi Sudo (須藤 雅史 Sudō Masashi?): Takeshi Kimura (木村 剛 Kimura Takeshi?)
- Miyuki Tezuka (手塚 海之 Tezuka Miyuki?): Hassei Takano (高野 八誠 Takano Hassei?)
- Jun Shibaura (芝浦 淳 Shibaura Jun?): Satoshi Ichijou (一條 俊 Ichijōu Satoshi?)
- Satoru Tojo (東條 悟 Tōjō Satoru?): Jun Takatsuki (高槻 純 Takatsuki Jun?)
- Mitsuru Sano (佐野 満 Sano Mitsuru?): Takashi Hyuga (日向 崇 Hyūga Takashi?)
- Daisuke Okubo (大久保 大介 Ōkubo Daisuke?): Kanji Tsuda (津田 寛治 Tsuda Kanji?)
- Reiko Momoi (桃井 令子 Reiko Momoi?): Sayaka Kuon (久遠 さやか Kuon Sayaka?)
- Nanako Shimada (島田 奈々子 Shimada Nanako?): Hitomi Kurihara (栗原 瞳 Kurihara Hitomi?)
- Megumi Asano (浅野 めぐみ Asano Megumi?): Chisato Morishita (森下 千里 Morishita Chisato?)
- Sanako Kanzaki (神崎 沙奈子 Kanzaki Sanako?): Kazue Tsunogae (角替 和枝 Tsunogae Kazue?)
- Eri Ogawa (小川 恵里 Ogawa Eri?): Mahiru Tsubura (つぶら まひる Tsubura Mahiru?)
- Hajime Nakamura (仲村 創 Nakamura Hajime?): Junichi Mizuno (水野 純一 Mizuno Jun'ichi?)
- Hideyuki Kagawa (香川 英行 Kagawa Hideyuki?): Satoshi Jinbo (神保 悟志 Jinbo Satoshi?)
- Kamen Rider Odin (Voice), Visor Voice (仮面ライダーオーディン、バイザー音声 Kamen Raidā Ōdin, Baizā Onsei?): Tsuyoshi Koyama (小山 剛志 Koyama Tsuyoshi?)
- Slash Visor Voice (スラッシュバイザー音声 Surasshu Baizā Onsei?): Midori Edamura (枝村 みどり Edamura Midori?)
- Narration (ナレーション Narēshon?): Eiichiro Suzuki (鈴木英一郎 Suzuki Eiichirō?)

### Suit actors
- Kamen Rider Ryuki: Seiji Takaiwa (高岩 成二 Takaiwa Seiji?)
- Kamen Rider Knight: Makoto Itō (伊藤 慎 Itō Makoto?)
- Kamen Rider Zolda, Alternative, Alternative Zero: Yoshifumi Oshikawa (押川 善文 Oshikawa Yoshifumi?)
- Kamen Rider Ouja, Kamen Rider Odin: Jiro Okamoto (岡元 次郎 Okamoto Jirō?)
- Kamen Rider Scissors: Ryoji Okada (岡田 良治 Okada Ryōji?)
- Kamen Rider Raia, Kamen Rider Ouja (sub): Keizo Yabe (矢部 敬三 Yabe Keizō?)
- Kamen Rider Gai: Takeshi Mizutani (水谷 健 Mizutani Takeshi?)
- Kamen Rider Tiger: Naoki Nagase (永瀬 尚希 Nagase Naoki?)
- Kamen Rider Imperer: Masashi Shirai (白井 雅士 Shirai Masashi?)
- Kamen Rider Femme: Natsuki Kato

## Bài hát
Opening theme
- "Alive A life"
  - Lyrics: Yuko Ebine (海老根 祐子 Ebine Yūko?)
  - Composition: Kohei Wada (和田 耕平 Wada Kōhei?)
  - Arrangement: Kohei Wada & Kazuya Honda (本田 嘉津也 Honda Kazuya?)
  - Artist: Rica Matsumoto (松本 梨香 Matsumoto Rika?)

Ending themes
- "Hatenaki Inochi" (果てなき希望（いのち）? "Boundless Life")
  - Lyrics: Shin-ichiro Aoyama (青山 紳一郎 Aoyama Shin'ichirō?)
  - Composition: Yo Tsuji (辻 陽 Tsuji Yō?)
  - Arrangement: Masatoshi Sakashita (坂下 正俊 Sakashita Masatoshi?)
  - Artist: Hiroshi Kitadani (きただに ひろし Kitadani Hiroshi?)
  - Episodes: 1-17, 19-33
- "Hateshinai Honō no Naka e" (果てしない炎の中ヘ? "Into the Eternal Flame")
  - Lyrics: Keiko Terada & Yoshihiko Ando (安藤 芳彦 Andō Yoshihiko?)
  - Composition: Yoshio Nomura (野村 義男 Nomura Yoshio?)
  - Arrangement: RIDER CHIPS
  - Artist: RIDER CHIPS featuring Keiko Terada (寺田 恵子 Terada Keiko?)
  - Episodes: 18
- "Revolution"
  - Lyrics: Yuko Ebine
  - Composition & Arrangement: Mikio Sakai
  - Artist: Hiroshi Kitadani
  - Episodes: 34-37, 39-50, TV Special
- "Lonely Soldier"
  - Lyrics: Yuko Ebine
  - Composition: Yo Tsuji
  - Arrangement: Akio Kondo (近藤 昭雄 Akio Kondō?)
  - Artist: Ren Akiyama (Satoshi Matsuda)
  - Episodes: 38

## Chương trình ở nước ngoài
Vào năm 2009, hãng Saban của Mỹ đã mua bản quyền loạt phim Kamen Rider Ryuki để viết thành một cốt truyện riêng với cái tên Kamen Rider Dragon Knight và được trình chiếu ở các quốc gia. Ở Hàn Quốc, Kamen Rider Ryuki được biết với cái tên Masked Rider Dragon (가면라이더 드래건 Gamyeon Raideo Deuraegeon) và công chiếu ngày 14 tháng 2 năm 2005. Còn ở Philippines, loạt phim được chiếu dưới cái tên Masked Rider Ryuki trên kênh ABS-CBN 2, tiếng Mã Lai trên kênh NTV7, và bằng tiếng Indonesia trên đài Indosiar